# Buckeye Lake
Buckeye Lake é uma vila localizada no estado norte-americano de Ohio, no Condado de Fairfield e Condado de Licking.

## Demografia
Segundo o censo norte-americano de 2000, a sua população era de 3049 habitantes. 
Em 2006, foi estimada uma população de 3055, um aumento de 6 (0.2%).

## Geografia
De acordo com o United States Census Bureau tem uma área de 
5,3 km², dos quais 5,3 km² cobertos por terra e 0,0 km² cobertos por água.

## Localidades na vizinhança
O diagrama seguinte representa as localidades num raio de 8 km ao redor de Buckeye Lake. 